# Soľník
Soľník – wieś (obec) na Słowacji położona w kraju preszowskim, w powiecie Stropkov. Pierwsze wzmianki o miejscowości pochodzą z roku 1454.
Według danych z dnia 31 grudnia 2012, wieś zamieszkiwało 36 osób, w tym 18 kobiet i 18 mężczyzn.
W 2001 roku rozkład populacji względem narodowości i przynależności etnicznej wyglądał następująco:
- Słowacy – 87,27%
- Rusini – 7,27%
- Ukraińcy – 5,45%

Ze względu na wyznawaną religię struktura mieszkańców kształtowała się w 2001 roku następująco:
- Katolicy rzymscy – 7,27%
- Grekokatolicy – 70,91%
- Prawosławni – 21,82%